# هنري تاوب
هنري تاوب (بالإنجليزية: Henry Taube)‏ ـ (30 نوفمبر 1915 ـ 16 نوفمبر 2005) هو كيميائي أمريكي من أصل كندي، حصل على جائزة نوبل في الكيمياء سنة 1983 لأبحاثه حول تفاعلات نقل الإلكترونات في المعقدات المعدنية، كما حصل على قلادة بريستلي سنة 1985.
ولد هنري بمقاطعة ساسكاتشوان الكندية ودرس مدرسة لوثر الثانوية. تحصل على بكالوريوس في سنة 1935 ومن ثم ماجستير في سنة 1937 من جامعة ساسكاتشوان. تحصل على دكتوراه من جامعة كاليفورنيا في بيركلي سنة 1940 وفي سنة 1942 حصل على الجنسية الأمريكية. درس الكيمياء في جامعات كورنل وشيكاغو وستانفورد.
بالإضافة إلى جائزة نوبل، حصل تاوب أيضًا على العديد من الجوائز العلمية الكبرى الأخرى، بما في ذلك ميدالية بريستلي في عام 1985 وزمالة غوغنهايم مرتين في بداية حياته المهنية (في 1949 و1955)، بالإضافة إلى العديد من درجات الدكتوراه الفخرية. ركز بحثه على تفاعلات الأكسدة والاختزال، والفلزات الانتقالية، واستخدام المركبات المحددة بالنظائر لدراسة التفاعلات. نشر 600 عمل بما في ذلك كتاب واحد، وقد أشرف على أكثر من 200 طالب دراسات عليا خلال مسيرته المهنية. أنجب توب وزوجته ماري ثلاثة أطفال. ابنه كارل هو عالم أنثروبولوجيا في جامعة كاليفورنيا ريفرسايد.

## تعليمه
في سن الثانية عشرة، انتقل تاوب من مسقط رأسه إلى ريجينا للدراسة في كلية لوثر حيث أكمل دراسته الثانوية. بعد التخرج، بقي تاوب في كلية لوثر وعمل كمساعد مختبر لبول ليفيلد، ما سمح له بأخذ دروس السنة الأولى في الجامعة. التحق تاوب بجامعة ساسكاتشوان، حيث حصل على درجة البكالوريوس عام 1935 والماجستير عام 1937. كان جون سبينكس المشرف على أطروحته في جامعة ساسكاتشوان. أثناء وجوده في الجامعة، درس تاوب مع جيرهارد هيرزبرج، الذي حصل على جائزة نوبل في الكيمياء عام 1971. انتقل إلى جامعة كاليفورنيا، بيركلي، حيث أكمل دراسة الدكتوراه الخاصة به عام 1940. كان ويليام براي مشرف الدكتوراه الخاصة به. ركز بحث تاوب في مرحلة الدراسة العليا على التفكك الضوئي لثاني أكسيد الكلور وبيروكسيد الهيدروجين في المحاليل.

## أبحاثه وحياته الأكاديمية

### الوظائف الأكاديمية
بعد الانتهاء من تعليمه، بقي تاوب في الولايات المتحدة، وأصبح مدرسًا للكيمياء في بيركلي حتى عام 1941. أراد في البداية العودة إلى كندا للعمل، لكنه لم يتلق ردًا عندما تقدم لوظائف في الجامعات الكندية الكبرى. بعد بيركلي، عمل مدرسًا وأستاذًا مساعدًا في جامعة كورنيل حتى عام 1946. خلال الحرب العالمية الثانية، عمل تاوب في لجنة أبحاث الدفاع الوطني. بين عامي 1946 و1961، عمل تاوب في جامعة شيكاغو كأستاذ مساعد وأستاذ مشارك وأستاذ متفرغ. شغل منصب رئيس قسم الكيمياء في جامعة شيكاغو بين عامي 1956 و1959، لكنه لم يستمتع بالعمل الإداري. بعد مغادرته جامعة شيكاغو، عمل تاوب أستاذًا في جامعة ستانفورد حتى عام 1986، وهو منصب سمح له بالتركيز على أبحاثه، أثناء عمله مدرسًا للفصول في مرحلتي البكالوريوس والدراسات العليا. أصبح أستاذًا فخريًا في جامعة ستانفورد في عام 1986، لكنه استمر في إجراء الأبحاث حتى عام 2001، وزار مختبراته يوميًا حتى وفاته في عام 2005. بالإضافة إلى واجباته الأكاديمية، عمل تاوب أيضًا مستشارًا في مختبر لوس ألاموس الوطني من عام 1956 حتى سبعينات القرن العشرين.

### اهتماماته البحثية
ركزت أبحاث تاوب الأولية في جامعة كورنيل على نفس المجالات التي درسها عندما كان طالب دراسات عليا، أي العوامل المؤكسدة التي تحتوي على الأكسجين والهالوجينات، وتفاعلات الأكسدة والاختزال التي تشمل هذه الأنواع. استخدم تاوب نظير الأكسجين 18 والكلور المشع لدراسة هذه التفاعلات. كُرم من قبل الجمعية الكيميائية الأمريكية في عام 1955 لدراساته عن النظائر.
بدأ اهتمام تاوب بالكيمياء التناسقية عندما اختير لتشكيل فصل دراسي عن الكيمياء غير العضوية المتقدمة أثناء وجوده في جامعة شيكاغو. لم يتمكن من العثور على الكثير من المعلومات في الكتب المدرسية المتاحة في ذلك الوقت. أدرك تاوب أن عمله عن استبدال الكربون في التفاعلات العضوية قد يكون مرتبطًا بالمركبات غير العضوية المعقدة. في عام 1952، نشر تاوب ورقة بحثية مهمة تربط معدلات التفاعلات الكيميائية مع البنية الإلكترونية في مجلة كيميكال ريفيوز. كان هذا أول بحث يستكشف العلاقة بين معدل استبدال الربيطة والتوزيع الإلكتروني دي للفلزات. كان اكتشاف تاوب الرئيسي هو طريقة تشكيل الجزيئات نوعًا من «الجسور الكيميائية» بدلًا من تبادل الإلكترونات فحسب، كما كان يعتقد سابقًا. أوضح تحديد هذه الخطوة الوسيطة سبب حدوث التفاعلات بين الفلزات والأيونات المتشابهة بمعدلات مختلفة. ألّف ورقته البحثية التي نُشرت في مجلة كيميكال ريفيوز أثناء تفرغه من العمل في أواخر أربعينات القرن العشرين. وصف مقال في مجلة ساينس هذه الورقة بأنها «واحدة من الكلاسيكيات الحقيقية في الكيمياء غير العضوية» بعد الإعلان عن فوزه بجائزة نوبل. أجرى تاوب بحوثًا عن الروثينيوم والأوزميوم، اللذان يتمتعان بقدرة عالية على الترابط العكسي. كان هذا النوع من الاختزال الإلكتروني أساسيًا عند دراسة طريقة انتقال الإلكترونات بين الجزيئات في التفاعلات الكيميائية.
أثناء تحدثه عن بحثه لاحقًا، أوضح توب أنه كان يجد أحيانًا صعوبةً في العثور على طلاب دراسات عليا يرغبون في العمل على تفاعلات انتقال الإلكترونات، إذ فضلوا العمل على مشاريع أكثر «إثارة» في مختبره تركز على تأثيرات علامات النظائر وحركية التفاعلات. شعر تاوب أن «الخلل الأساسي» في علاقته بين تكوين الإلكترون واستبدال الربيطة هو أنه وُصف بشكل أساسي من ناحية نظرية رابطة التكافؤ، إذ لم تكن نظرية المجال البلوري ونظرية المجال الترابطي راسخة عندما نشر بحثه في عام 1952.

## الجوائز والتكريمات

### جائزة نوبل
حصل تاوب على جائزة نوبل في الكيمياء عام 1983 «لعمله على آليات تفاعلات انتقال الإلكترونات، وخاصةً في المركبات الفلزية المعقدة». حصل على جائزته في 8 ديسمبر 1983، حين ألقى إنجفار ليندكفيست من الأكاديمية الملكية السويدية للعلوم خطاب العرض. كانت محاضرة نوبل الخاصة بتاوب بعنوان «انتقال الإلكترونات بين المركبات الفلزية المعقدة - بأثر رجعي». كانت جائزة نوبل التي حصل عليها هي الثانية التي تُمنح لكيميائي مولود كندا (أولها كانت لويليام جياوك). كان قد مضى على بحثه الأولي في مجلة كيميكال ريفيوز30 عامًا في وقت فوزه بجائزة نوبل، لكن العلاقة التي وصفها بين معدل استبدال الربيطة والتكوين الإلكتروني لمركبات تنسيق الفلزات الانتقالية كانت لا تزال النظرية السائدة حول كيمياء تفاعل هذه المركبات. بعد حصوله على جائزة نوبل، لاحظ تاوب فائدة جانبية للجائزة المرموقة – بدأ طلابه بإبداء اهتمام أكبر في الفصل الدراسي.

## روابط خارجية
- هنري تاوب على موقع الموسوعة البريطانية (الإنجليزية)
- هنري تاوب على موقع مونزينجر (الألمانية)
- هنري تاوب على موقع إن إن دي بي (الإنجليزية)